# Tarraco

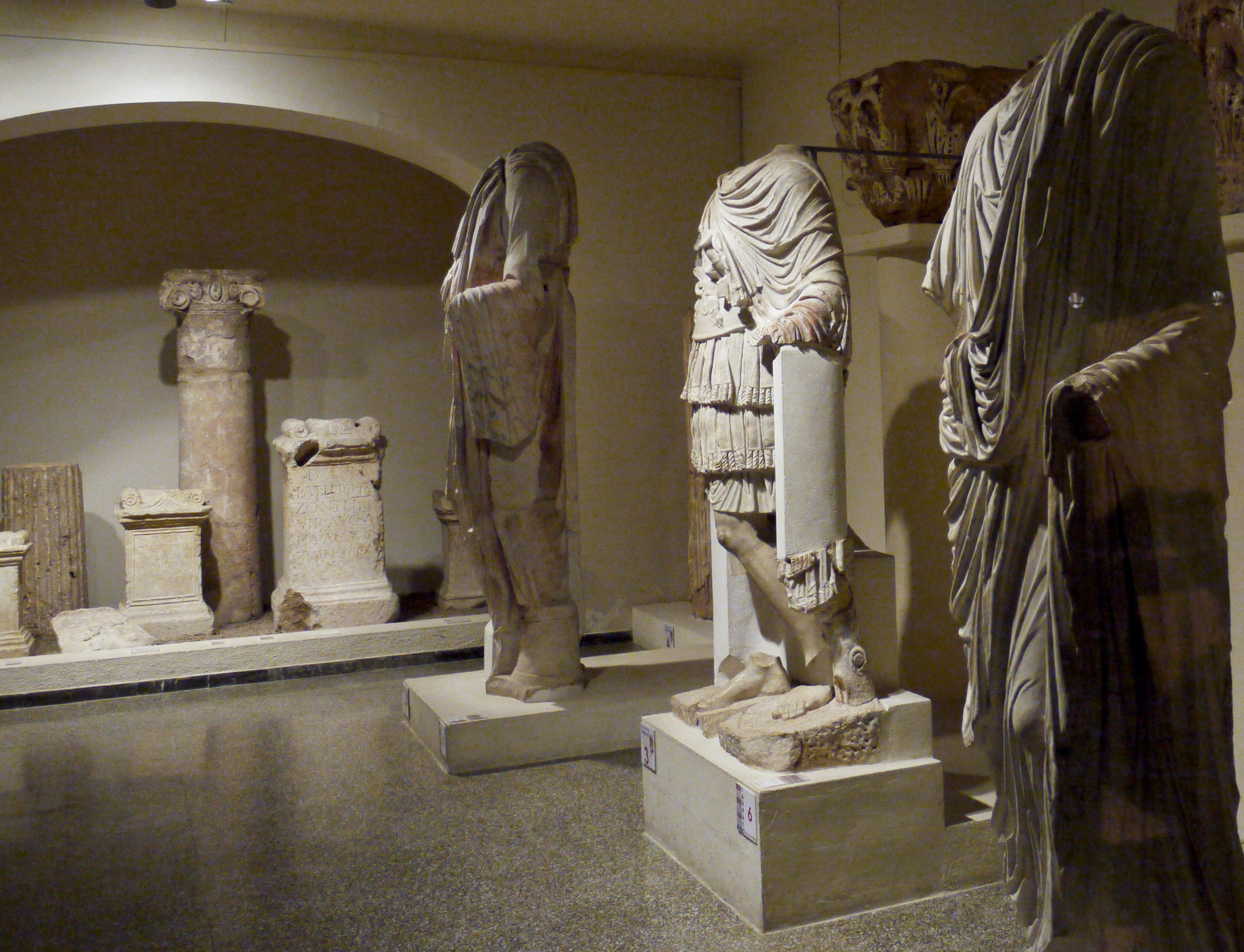
Museu Nacional Arqueològic de Tarragona

Tarraco är det gamla romerska namnet på den nuvarande staden Tarragona (Katalonien, Spanien). Tarraco var under det romerska imperiet en av de viktigaste städerna på Iberiska halvön och huvudstad i den romerska provinsen Hispania Citerior och det senare Hispania Tarraconensis. Stadens fullständiga namn under Romerska republiken var  Colonia Iulia Urbs Triumphalis Tarraco. År 2000, upptogs de arkeologiska resterna efter staden Tarraco på Unescos världsarvslista.

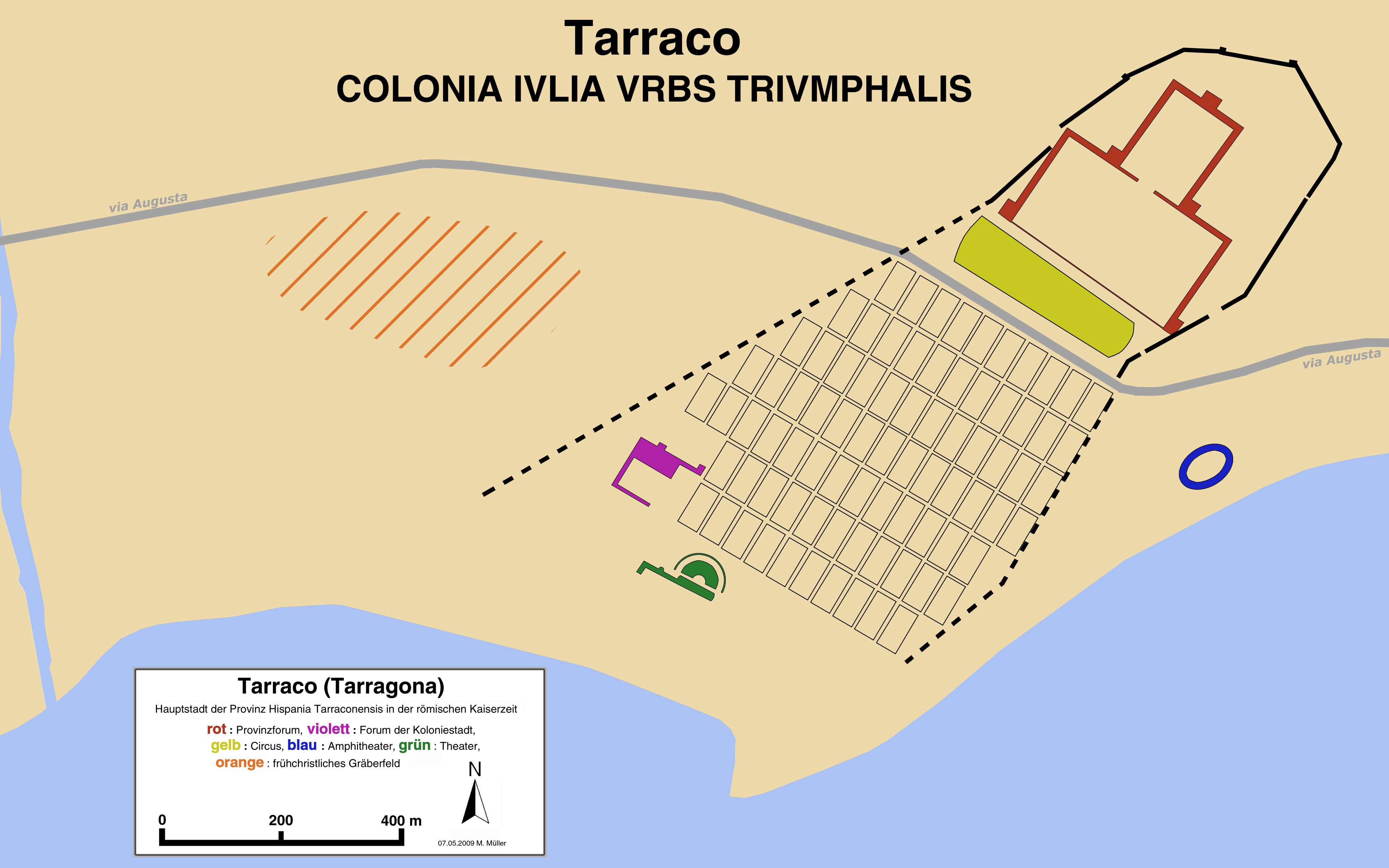
Karta över Tarraco vid tiden för Romarriket, med de viktigaste byggnaderna
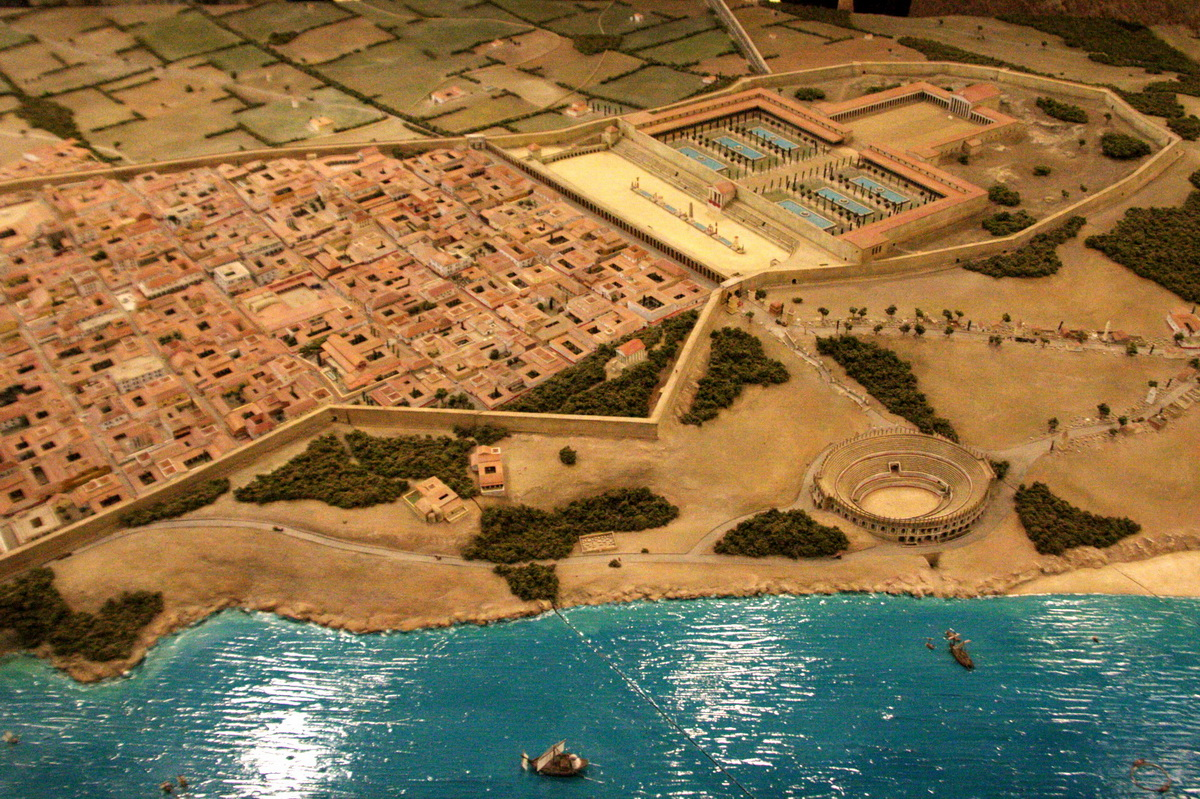
Modell över Tarraco under romartiden
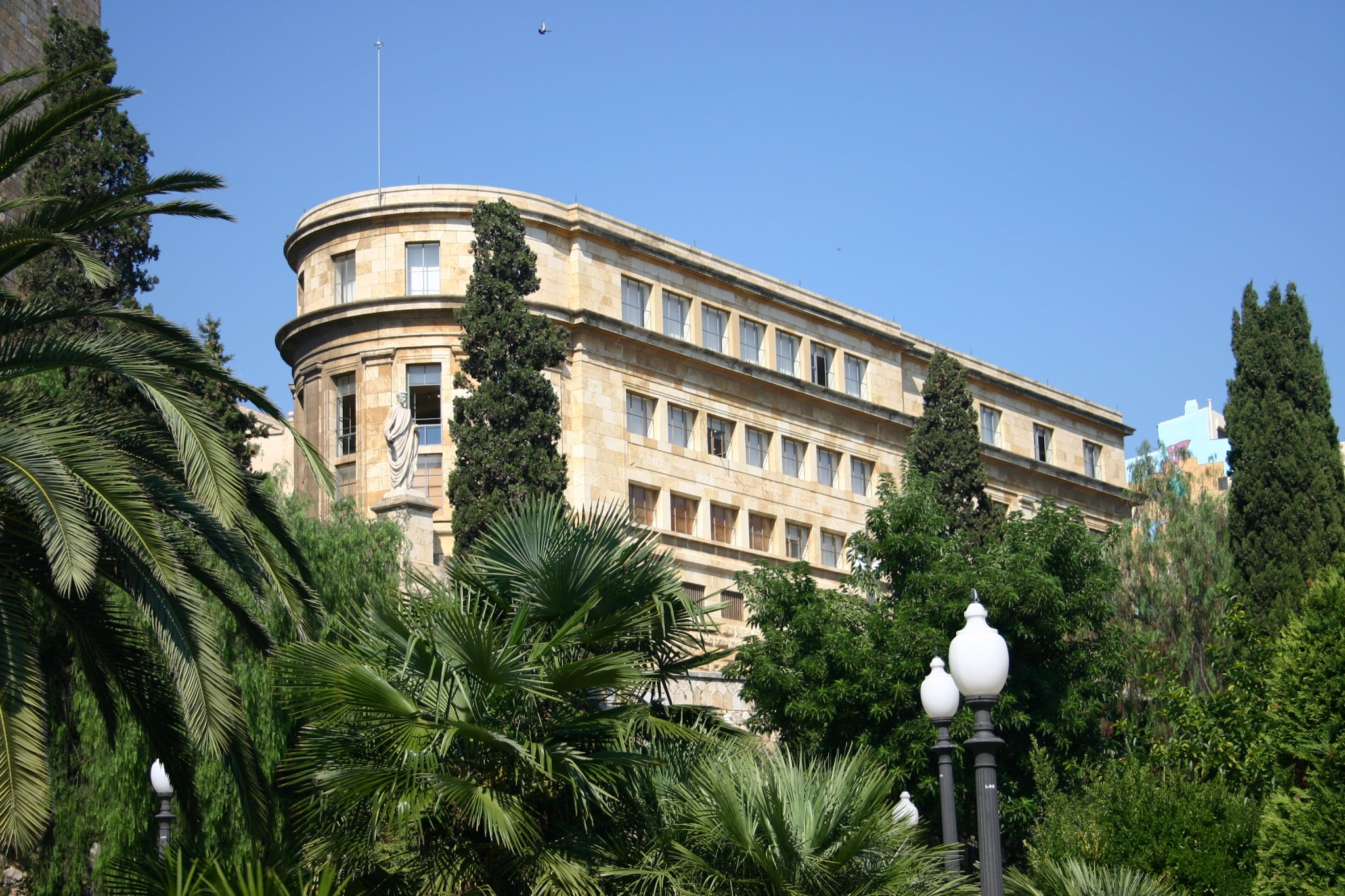
De viktigaste fynden från den romerska staden finns bevarade i Museu Nacional Arqueològic de Tarragona (MNAT).